# Château de Syam
Le château de Syam ou villa palladienne ou château Carnot est une villa de style palladien du XIXe siècle, à Syam, située au sud de Champagnole, dans la vallée de l'Ain et de la Saine, dans le Jura, en Franche-Comté. Ancienne maison de maître du vaste domaine industriel des Forges de Syam voisines, la villa et son vaste parc forestier sont classés aux monuments historiques depuis le 19 mai 1994. Le patrimoine industriel des Forges de Syam est inscrit aux monuments historiques depuis le 19 octobre 1994.

## Histoire
La villa est édifiée par l'architecte Champonnois l'aîné, pour Jean-Emmanuel Jobez (1775-1828, politicien, notable libéral influent et cultivé franc-maçon, maître de forges, richissime patron héritier des forges de Syam, amateur de culture italienne et bibliophile.

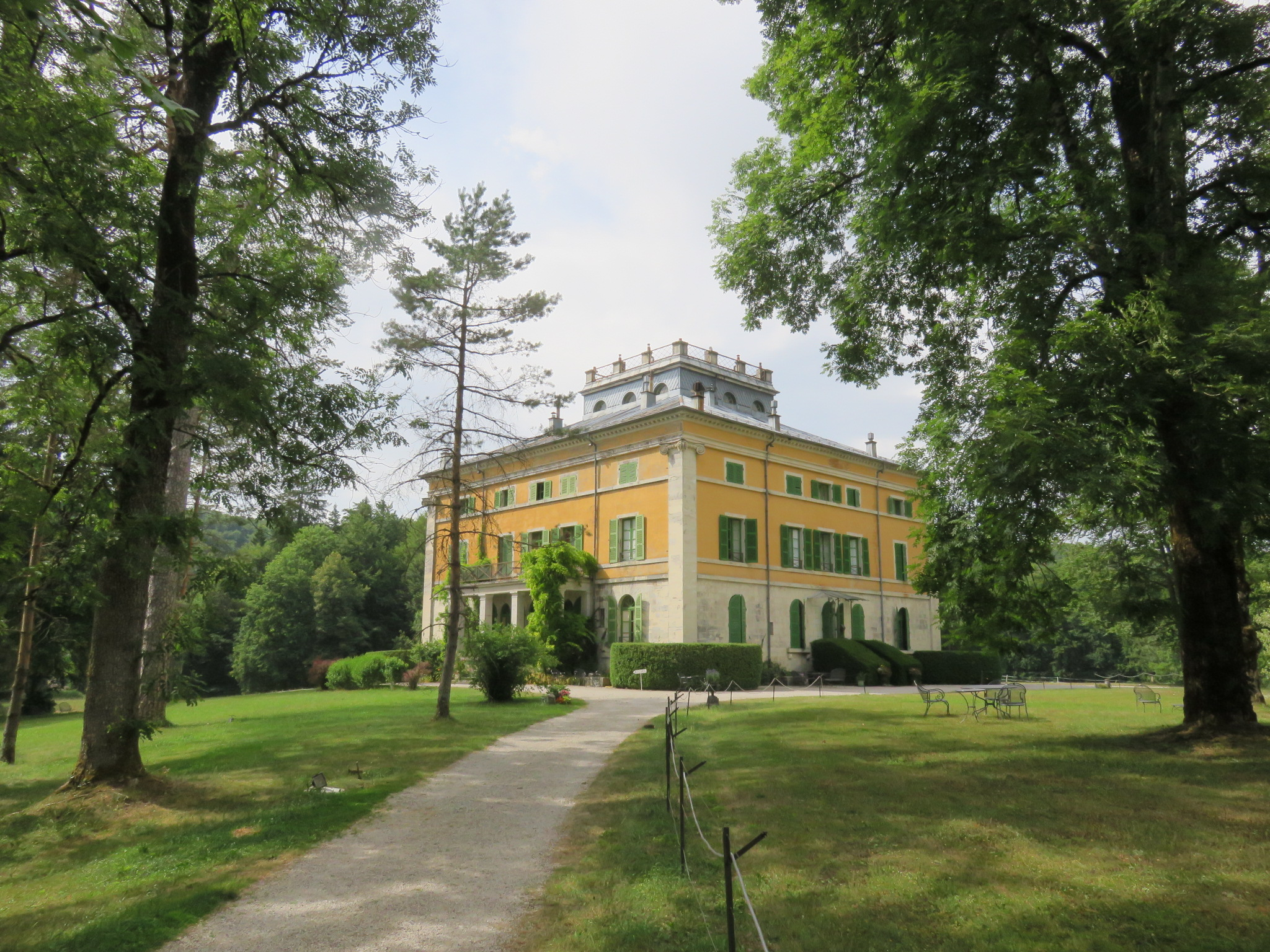
Villa palladienne.
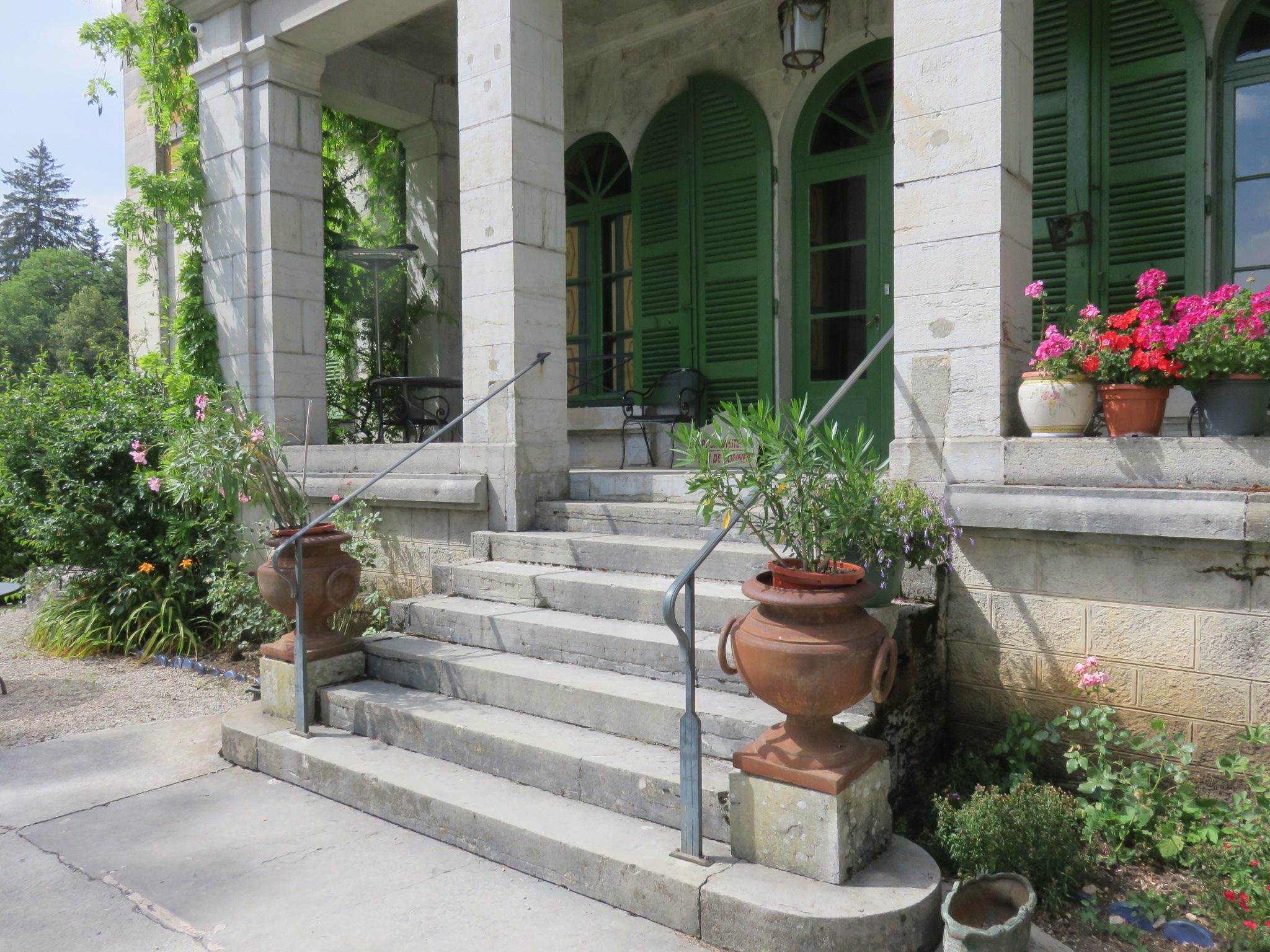
Entrée principale.

Alors qu'une première maison de maître des Forges de Syam avait été construite par l'architecte Denis-Philibert Lapret à proximité des bâtiments du vaste site industriel sidérurgique (ateliers, forges, laminoir, martinet, moulin...), cette nouvelle demeure et ses écuries sont bâties plus à l'est, au milieu d'un parc forestier aménagé dominant le site industriel.

Forges de Syam
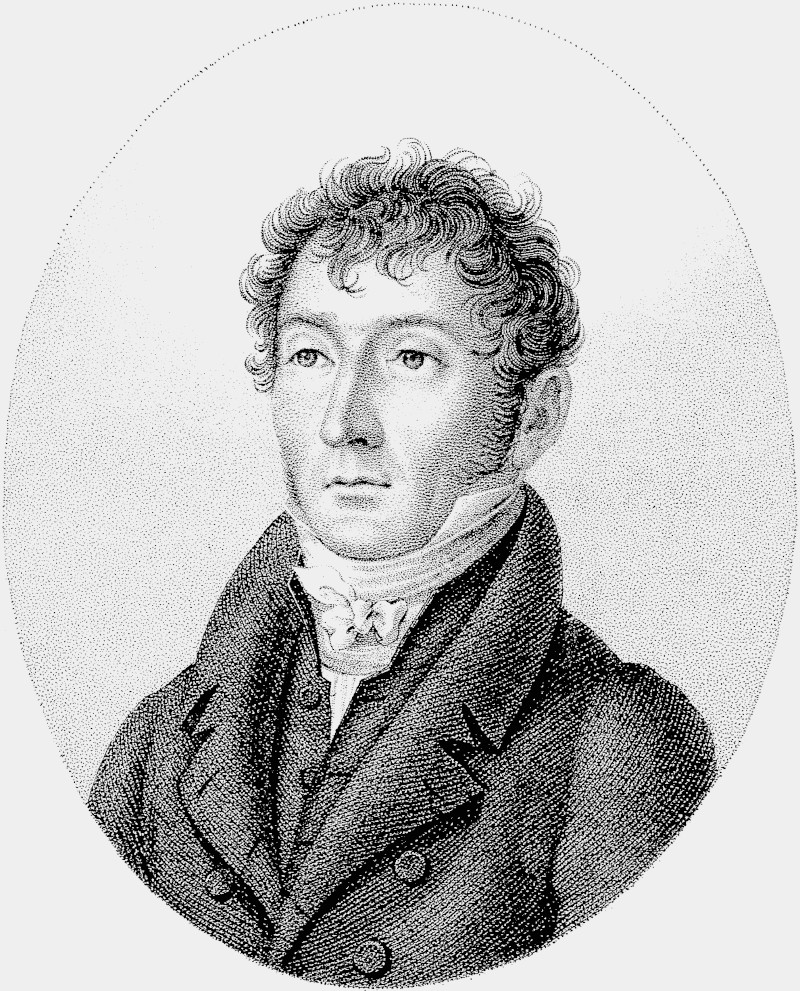
Jean-Emmanuel Jobez.
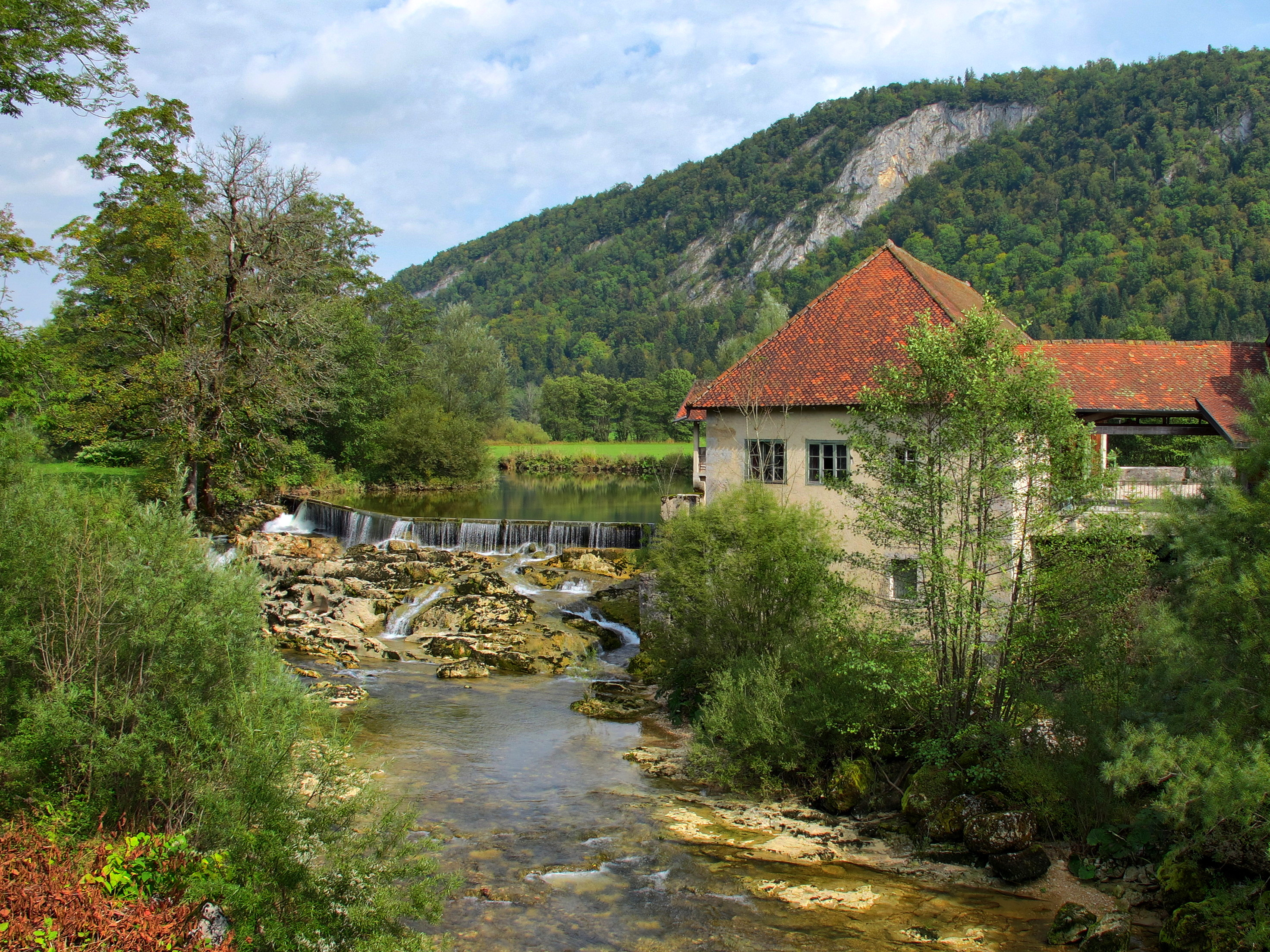
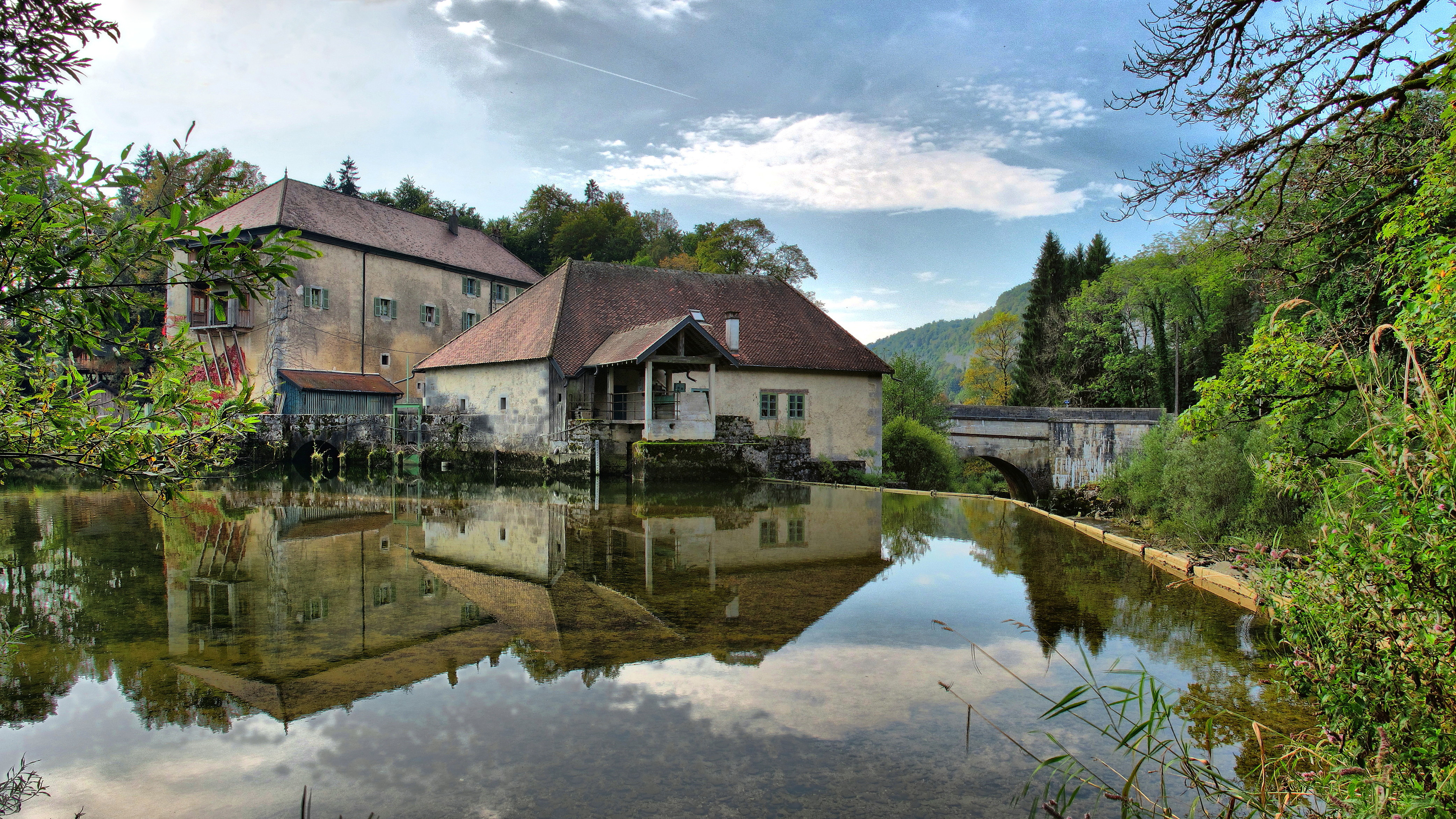
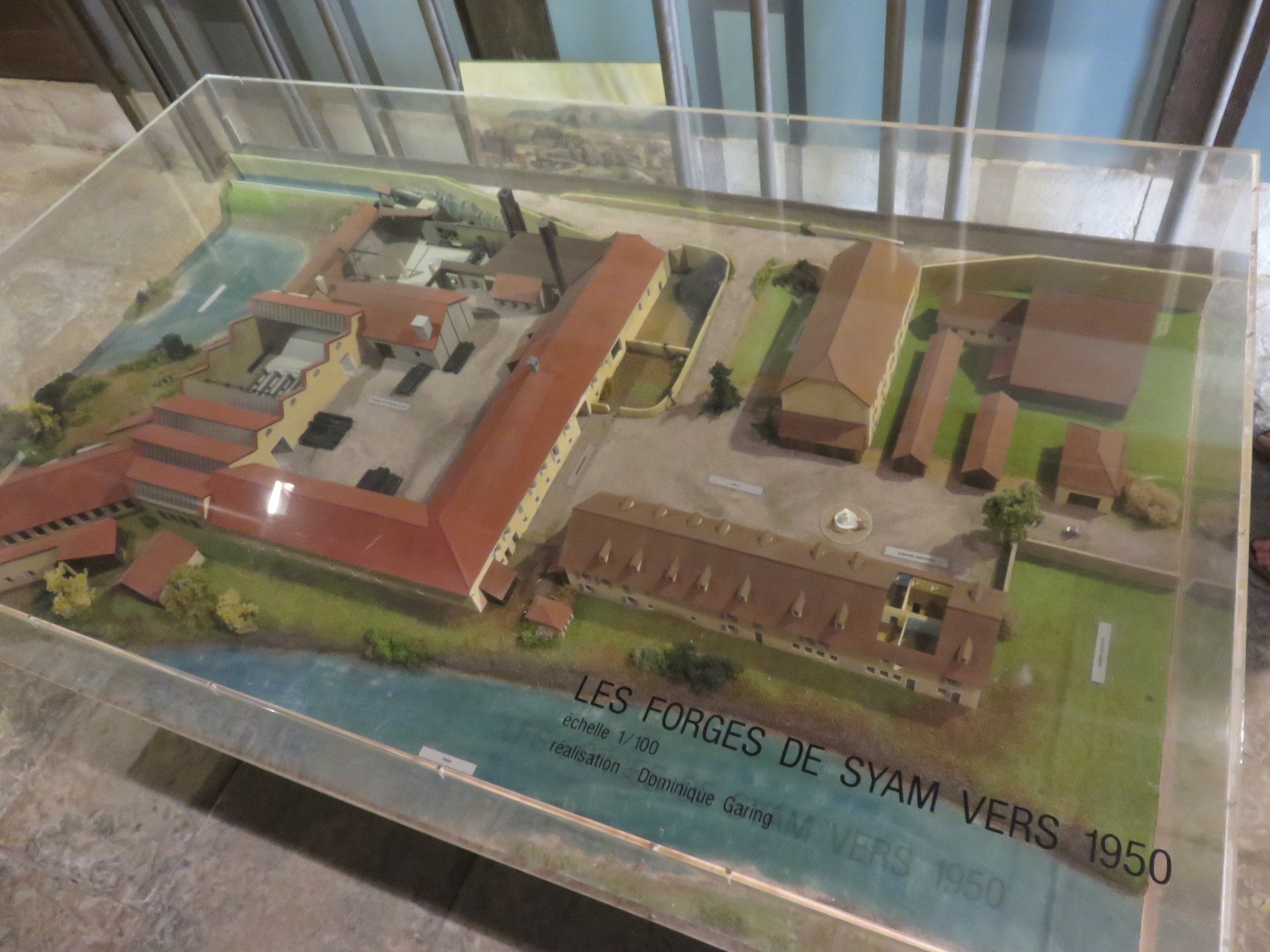

Pour cette réalisation, Champonnois s'inspire des villas et palais néo-classiques vénitiens de l'architecte Renaissance Andrea Palladio (1508-1580), en particulier de la Villa Rotonda du XVIe siècle, près de Vicence en Italie, perçue comme un chef-d'œuvre d'architecture indépassable, et de l’œuvre de l'architecte Claude-Nicolas Ledoux (Saline royale d'Arc-et-Senans, musée Claude-Nicolas-Ledoux d'Arc-et-Senans).
Cette grande demeure de forme carrée, sur plan dit "massé", très originale pour la région, est constituée de quatre façades ornées de pilastres de style ionique aux angles, et d'un toit coiffé d'un belvédère qui assure l'éclairage zénithal de la rotonde centrale de l'édifice.
En 1828 Alphonse Jobez (1813-1893), fils du précédent, hérite du domaine industriel et de la villa paternelle en cours de construction et assure la continuité des travaux jusque dans les années 1840.
Le domaine est ensuite transmis par voie familiale jusqu'à sa vente en 2001 - sans le mobilier et la bibliothèque - à deux passionnés d'antiquités et d'architecture, Claude Darbon et Brigitte Cannard, qui la restaurent depuis lors .

## Architecture

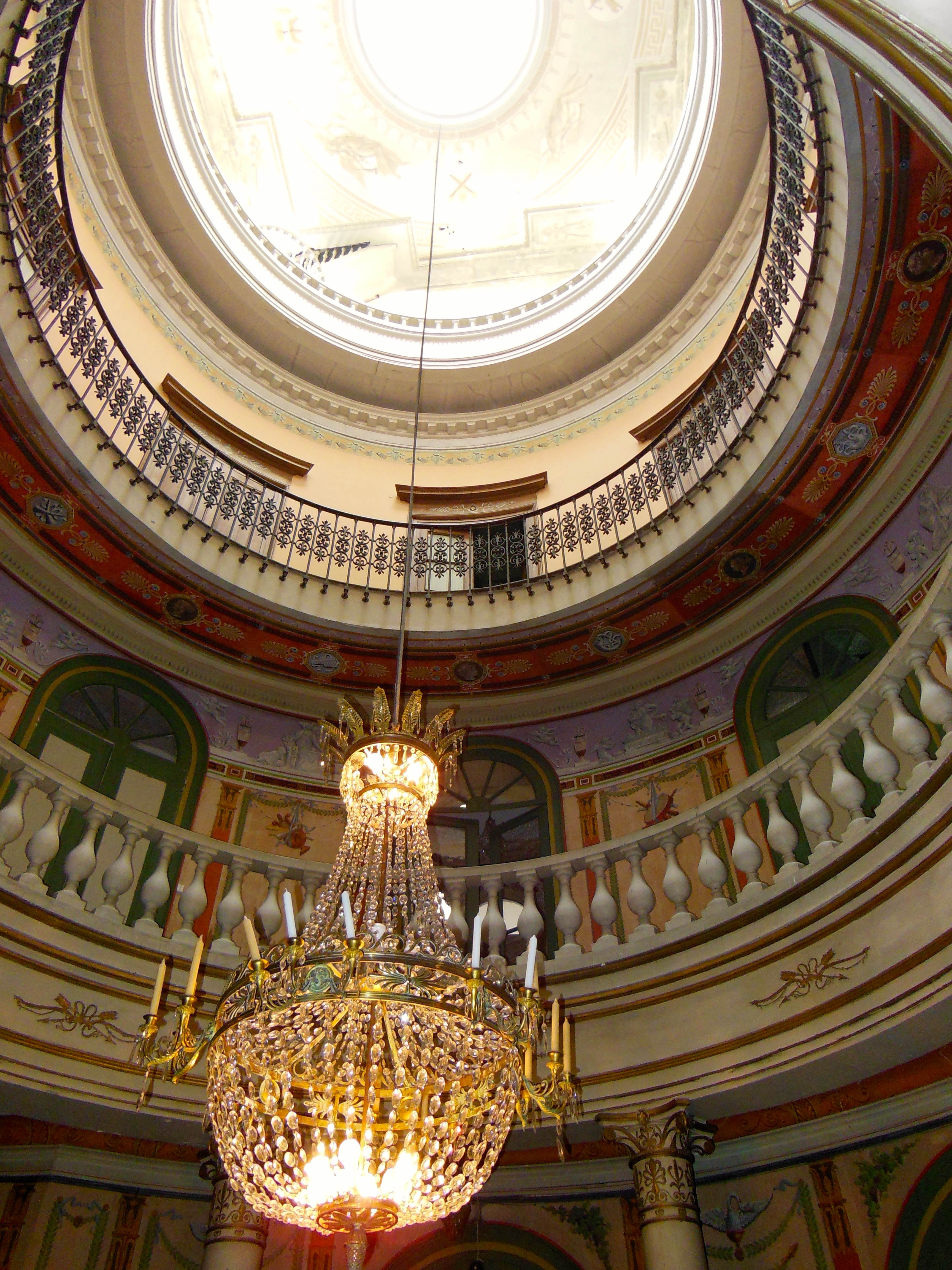
Rotonde, balcons, puits de lumière, coupole et oculus

L'édifice est développé sur un plan carré (24 m de côté, cote de la villa Rotonda), autour d'un puits de lumière central montant de fond.
Une rotonde haute de seize mètres, est coiffée d'une coupole et d'un oculus, qui prend son éclairage dans le lanternon du toit. Au rez-de-chaussée elle prend la forme d'un péristyle à huit colonnes, puis sur trois étages elle dessine des balcons circulaires qui ceinturent des paliers où sont distribuées les pièces d'habitation.
L'escalier qui occupait primitivement cet espace fut déplacé dans le vestibule d'entrée à la fin du XIXe siècle, par l'architecte Alfred Schacre (neveu de Jean-Baptiste Schacre); celui-ci est plutôt de style XVIIe français, avec une rampe à balustres en bois naturel.
Pour cette rare création néo-classique, Champonnois s'est inspiré de la célèbre villa de Palladio essentiellement pour son orientation sur un plateau, sa forme carrée et peut-être  pour le style de l'escalier intérieur originel (détruit), qu'il avait placé dans la rotonde centrale, afin d'en donner une version "simplifiée" : ainsi les quatre façades ne sont pas précédées de portique (pronaos) ou porche à colonnade avec hautes baies cintrées latérales et fronton triangulaire orné de trois statues, selon le modèle antique remis à la mode au XVIe siècle; la façade d'accès principal à la maison par six marches comporte un péristyle à piliers carrés; par contre le château de Syam comporte un étage de plus, correspondant à "l'étage noble"; ses nombreuses fenêtres ne sont pas surmontées de frontons à crosses; enfin, chaque couple de pilastres d'angle, d'ordre dit colossal ("embrassant" l'ensemble des niveaux) sont sommés de grands chapiteaux d'ordre ionique.
A la même époque, c'est l'ordre dorique qui a été choisi pour ceux de deux façades de l'hôtel des banquiers Laurence à Niort (79), non signé mais attribuable à l'architecte Segretain ; la règle traditionnelle prescrit que sur les édifices à trois étages se succèdent de haut en bas les ordres dorique, ionique et corinthien, comme par exemple dans l'aile Renaissance du château de Bourdeilles (24).

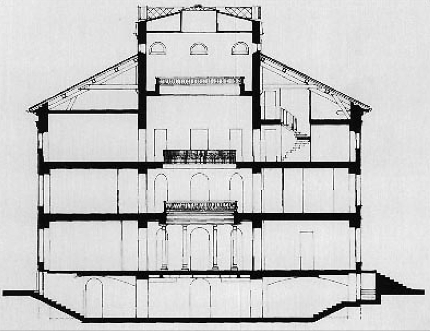
Coupe transversale ouest-est de la villa palladienne de Syam.

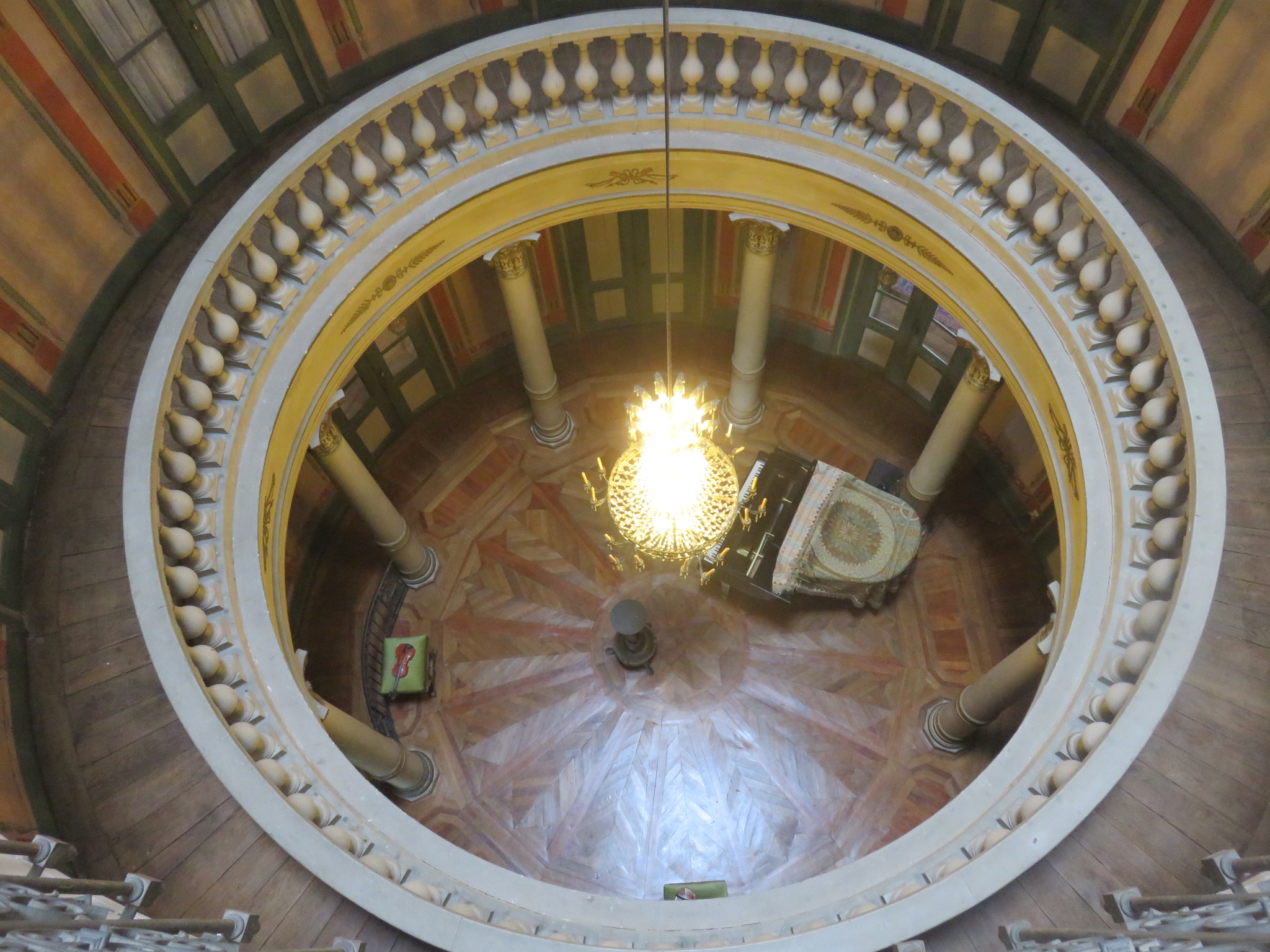
Péristyle à huit colonnes du rez-de-chaussée.

Les décors peints des années 1840 de la rotonde, sont préservés. Une partie des décors intérieurs ont été modifiés en 1912 et 1913, quand la propriété est entrée dans la famille Carnot, par le mariage de Marguerite Duchesne-Fournet (1878-1938), petite fille d'Alphonse Jobez, avec Lazare-Hippolyte-Sadi Carnot (1865-1968), 5e comte Carnot et fils du président de la République Sadi Carnot.
L’architecte parisien Louis Feine (1868-1949), fut chargé de cette première campagne de restauration et de modernisation, s'attacha à respecter l'esprit des lieux et le caractère néo-classique marqué de l'édifice. De nombreux éléments de décor, parquets, bas-reliefs, papiers peints et panoramiques du XIXe siècle sont encore en place.
Une pièce d'angle de la demeure (ancienne "chambre à coucher de l’Évêque") contient un piano-forte à piétement dit "en X", dont au moins trois autres exemplaires sont conservés à Niort (79), un dans l'hôtel de préfecture (1828-1833) également édifié dans le style antiquisant par l'architecte niortais Pierre-Théophile Segretain, les deux autres au musée Bernard-d'Agesci (Communauté d'Agglomération du Niortais) ; certains autres furent transformés en bureaux (coll. particulière niortaise)...
Les quatre façades presque identiques sont orientées selon les quatre points cardinaux et s'ouvrent sur quatre échancrures définies par le plan des plantations du parc. Elles sont un lien entre les paysages lointains du massif du Jura, et la composition et permettent un dialogue entre architecture et nature. Le plan en fer à cheval des communs est en contraste avec celui très massé de la résidence des maîtres de forges : leur concavité s'oppose à la compacité de la maison de maître.
Un projet de tombeau également antiquisant...
En cohérence intellectuelle et esthétique l'initiateur inspiré de la villa - qui mourra à 53 ans d'une chute de cheval - avait imaginé pour lui un tombeau monumental sous la forme d'un petit temple antique (non réalisé) avec au centre un sarcophage porté par des pattes de lion; la maquette de cet édifice funéraire conservée sur place évoque, avec ses colonnes à fut lisse, tronconique et sans base, le Temple d'Héra à Paestum, de type périptère ennéastyle, soit 9 colonnes en façade et 18 sur les côtés (cannelées). D'autres amateurs fortunés de l'Antiquité au XIXème siècle ont eux commandé des copies réduites de l'imposante pyramide funéraire de Caius Cestius à Rome (exemple cimetière communal de Chasseneuil-sur-Bonnieure - 16) , qui a également inspiré des fabriques de parcs à la fin du XVIIIe siècle.
Au début du XXe siècle, l'extérieur de l'édifice fit l'objet de plusieurs restaurations. L'escalier a été déplacé puis une partie des décors intérieurs ont été modifiés en 1912 et 1913. Les enduits de façade et les parements des murs ont été repris en 1901 puis en 1928-1929. C'est de cette deuxième campagne de travaux que datent les actuels enduits ocre et volets vert Véronèse, qui donnent à la villa palladienne de Syam son accent italien. Le château et son jardin ou parc sont inscrits aux monuments historiques le 8 octobre 1991, puis classés depuis le 19 mai 1994

## Parc et jardins

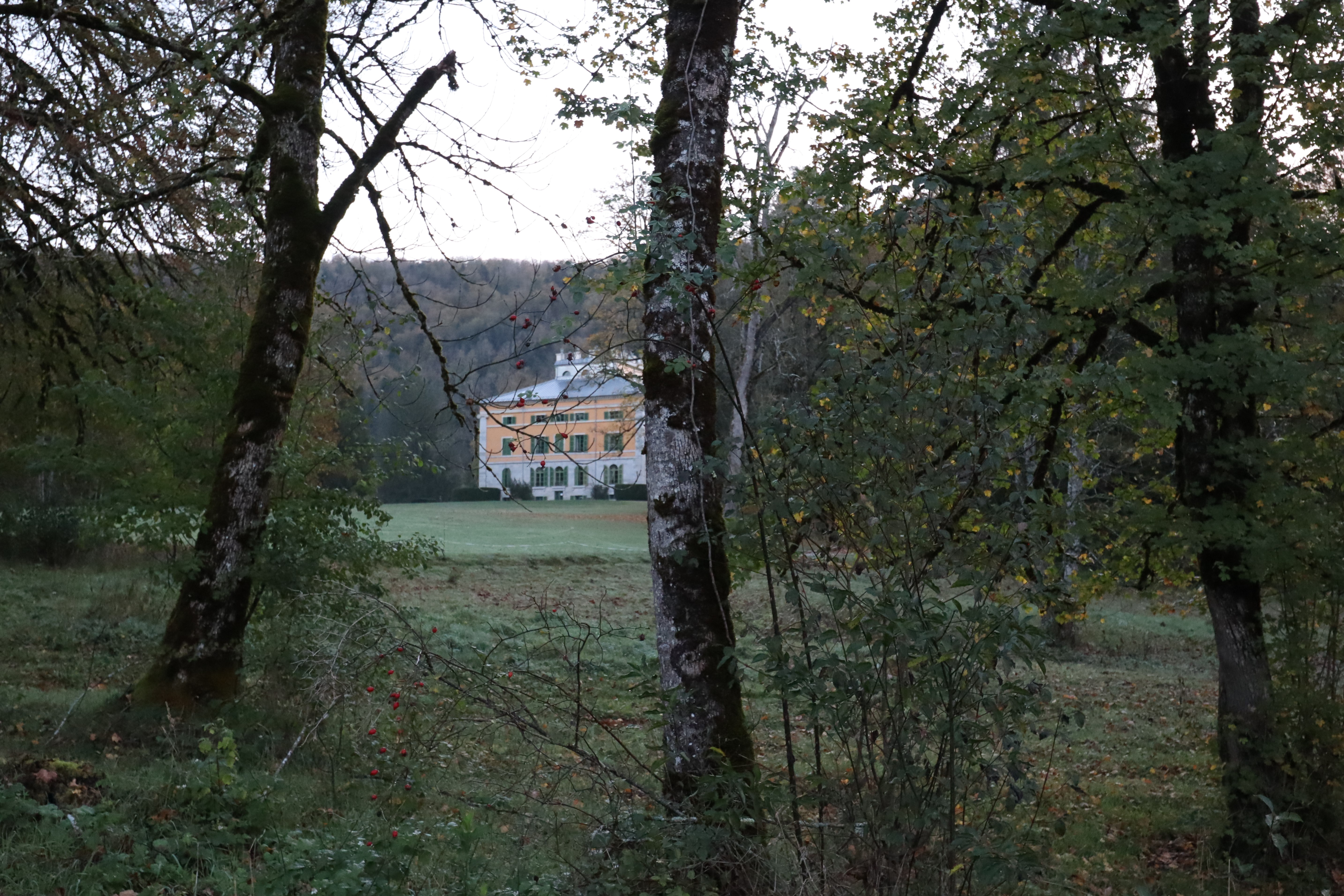
Château de Syam (Jura) et le parc.
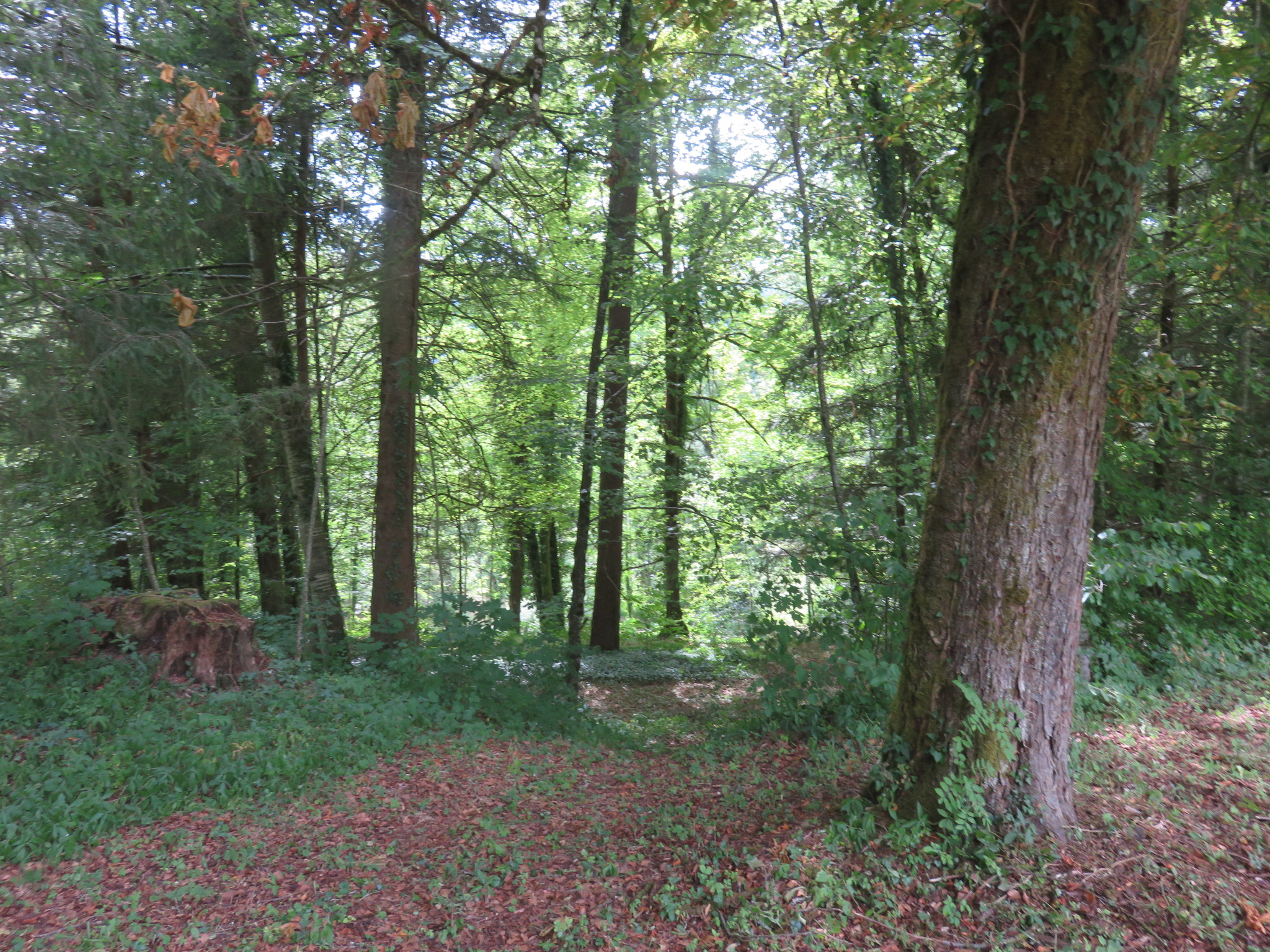
Parc.
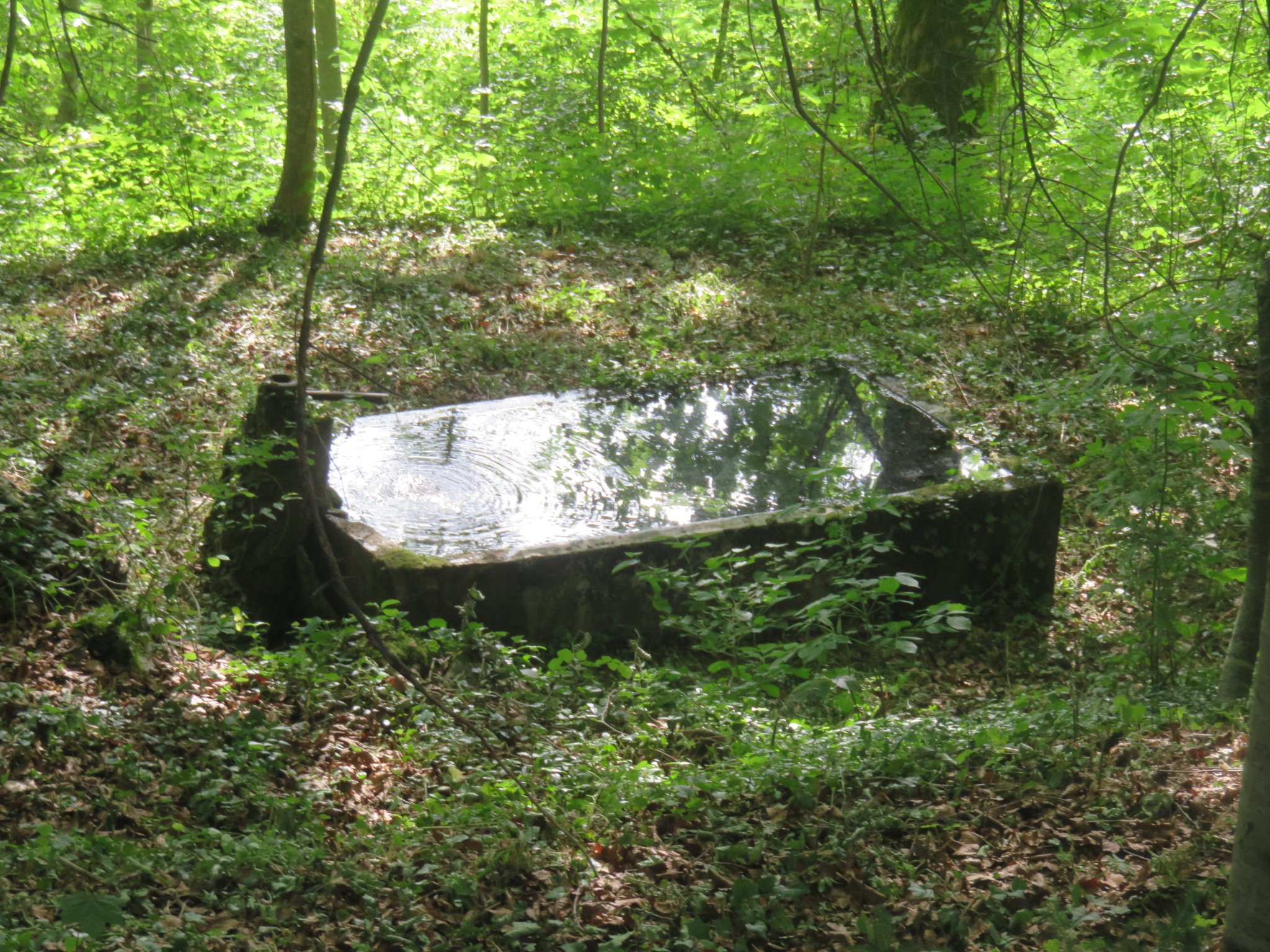
Lavoir.

Le jardin d'agrément ou parc du château de Syam, dessiné et planté à partir de 1818, a été inscrit au pré-inventaire des Jardins remarquables. En légère déclivité par rapport à la demeure, un parterre en terrasse exécuté en 1901 fait face à l'entrée principale de la façade sud. Plusieurs aménagements extérieurs ont été réalisés vers 1901 et 1912 : campagnes de plantations, travaux de terrassement, élargissement des allées. L'actuelle configuration de la végétation date en grande partie des plantations effectuées à cette époque (1912). Parmi les essences habituelles dans la région (épicéas, frênes, chênes...) figurent des buis et des pins sylvestres. Ces derniers accompagnent et prolongent le dialogue ambigu et étonnant instauré par l'architecture vis-à-vis du climat et de la terre jurassienne.

## Visites, manifestations culturelles

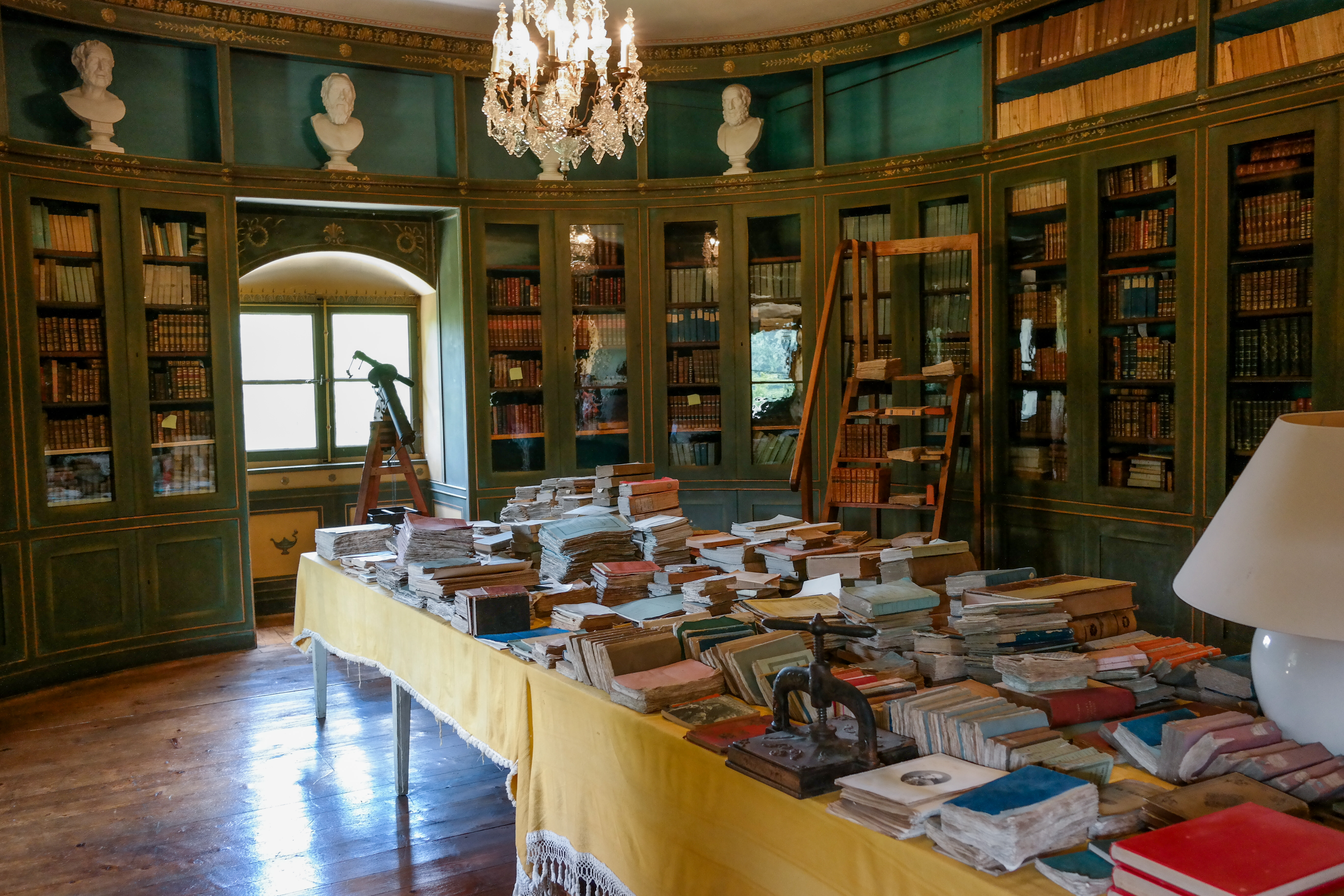
Bibliothèque.
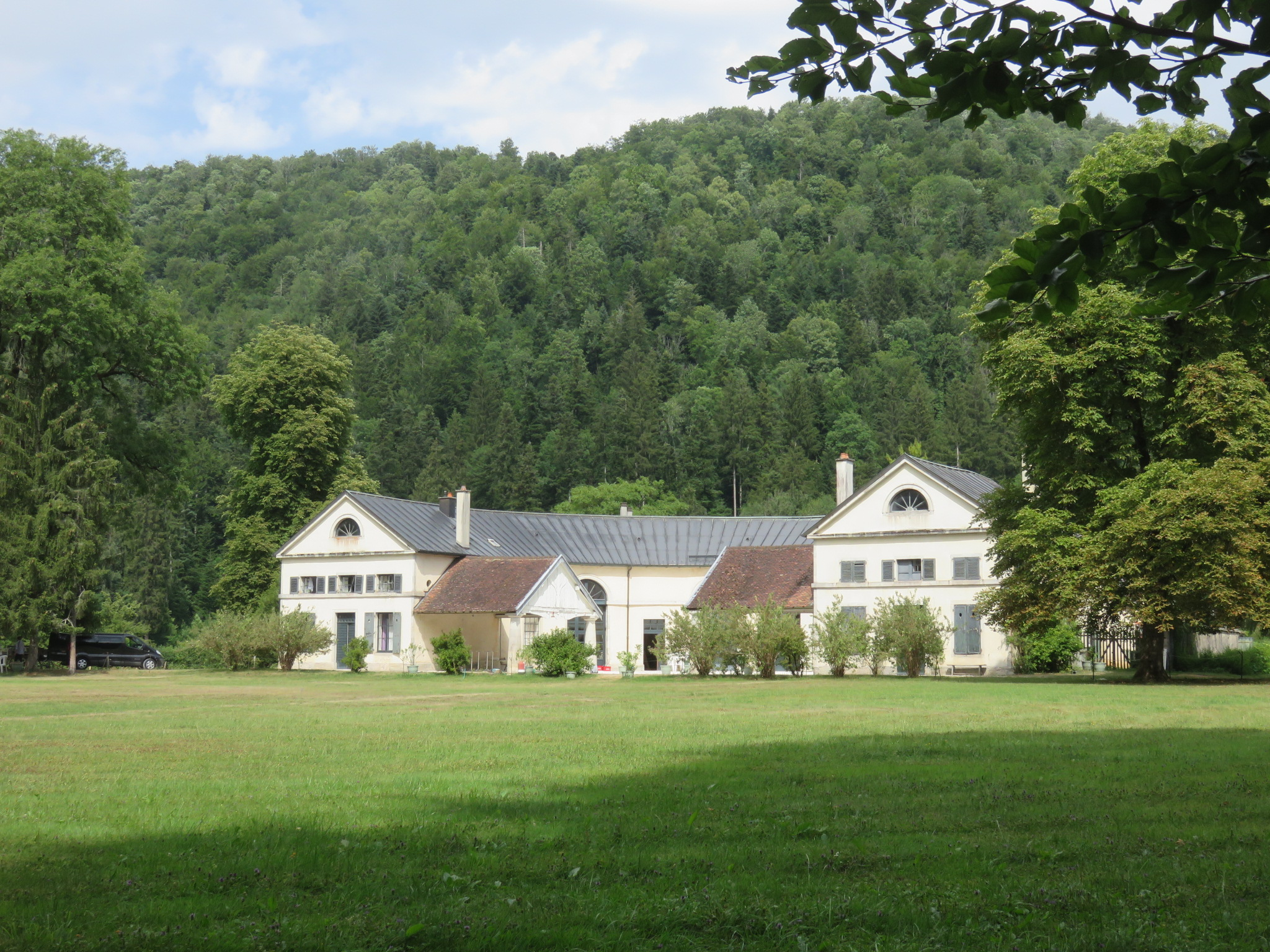
Anciennes écuries.

Actuelle propriété privée, les pièces du rez-de-chaussée et l'importante bibliothèque du dernier étage sont ouverts à la visite, avec de remarquables décors, fresques, tableaux, meubles et d'importantes collections d'objets et de documents d'époque. 

Des expositions et concerts y sont régulièrement organisés. Les anciennes écuries accueillent diverses manifestations. Le week-end des 11 et 12 mai 2024, la Villa Palladienne a été l'écrin d'un festival floral. Au programme : concours d'art floral, ateliers, marché de plantes rares.

## Villas néo-palladienne en France
Quelques exemples d'architecture néo-palladienne en France :
- Musée Claude-Nicolas Ledoux d'Arc-et-Senans
- Château de Reynerie à Toulouse ; château de Rastignac en Dordogne ; maison carrée d'Arlac, le Plantier de Costebelle de l'écrivain Paul Bourget, dans le Var ; château de Grandville, en Loire-Atlantique...